# Ulrich Schamoni
Ulrich Schamoni (9 de noviembre de 1939 - 9 de marzo de 1998) fue un director, guionista, actor y empresario de medios de nacionalidad alemana.

## Biografía
Nació en Berlín, Alemania, en el seno de una familia dedicada al cine. Su padre, Victor Schamoni, era cineasta e historiador del arte, y su madre, Maria, era guionista. El padre murió en 1942 durante la Segunda Guerra Mundial. Ulrich y sus tres hermanos, Thomas, Victor y Peter, fueron en 1944 a vivir con su madre a Iserlohn, donde residía la madre de Maria Schamoni. Tras la guerra, Schamoni pasó dos años en Werl. A partir de ese momento, el tío de Schamoni, Wilhelm Schamoni, fue un padre para él y para sus hermanos. Ulrich Schamoni lo retrató en 1982 en el telefilm Der Vikar von Helmeringhausen oder Was nützt es für die Ewigkeit. Más adelante la familia se mudó a Münster, donde Schamoni hizo estudios de enseñanza secundaria. Poco antes de graduarse en 1957, decidió abandonar la escuela para ir a Múnich, donde estudió un breve tiempo en la Escuela de Arte Dramático de Ruth von Zerboni, regresando después a Berlín. Allí trabajó entre 1959 y 1964 como ayudante de dirección de, entre otros directores, Hans Lietzau y William Dieterle, y especialmente de su „Padre Director“, Rudolf Noelte, del que decía haber aprendido más que de ningún otro. A los 20 años de edad, Schamoni escribió su novela Dein Sohn lässt grüßen, que inmediatamente tras su publicación en 1962 fue considerada perjudicial para los menores.
Schamoni rodó en 1964 su primer cortometraje como director, el documental Hollywood in Deblatschka Pescara, galardonado con el Deutscher Filmpreis. En 1965 rodó un nuevo documental, Geist und ein wenig Glück. Schamoni también dirigió en 1965 su primer largometraje, Es, sobre la relación de una joven pareja interpretada por Sabine Sinjen y Bruno Dietrich. El film fue un éxito de crítica y público, y en 1966 ganó cinco premios cinematográficos alemanes. Tras ella dirigió otras tres películas, entre las cuales figura Alle Jahre wieder, que ganó el Oso de Plata del Festival Internacional de Cine de Berlín de 1967. En 1967, con los beneficios obtenidos por Es, compró una casa unifamiliar en Furtwänglerstraße 19, en Berlín. Fue su residencia y lugar de trabajo. En el año 1968 presentó Quartett im Bett, un ingenioso retrato de la escena cultural y estudiantil berlinesa de izquierdas.

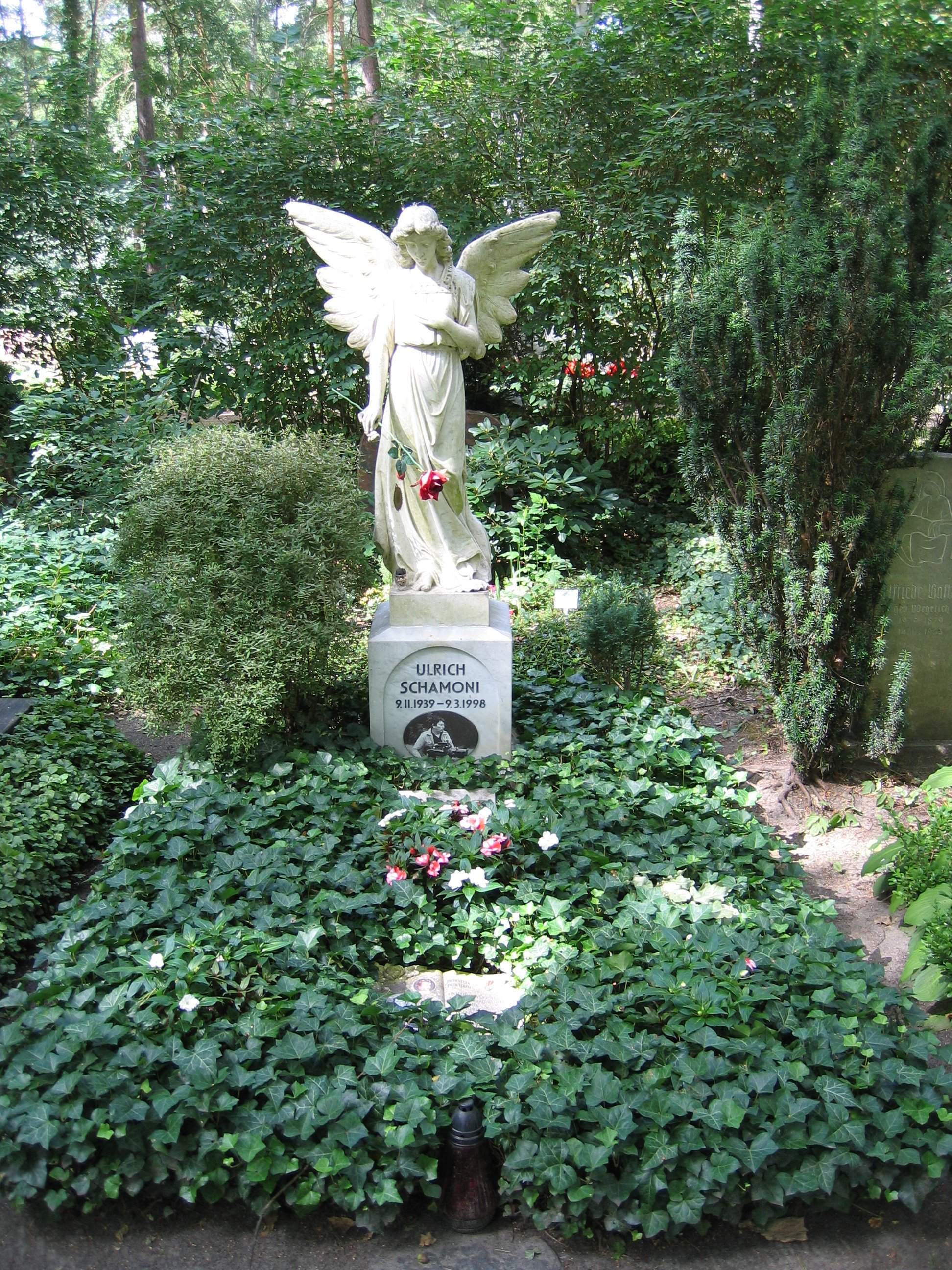
Tumba de Schamoni en Berlín.

Ulrich Schamoni, al igual que su hermano Peter, se confirmó como un destacado exponente del nuevo cine alemán. Schamoni quería rodar alejado del cine comercial alemán, sentando las bases para un nuevo realismo cinematográfico.
A partir de 1978 produjo también películas para la televisión alemana. Más adelante, Schamoni se alejó del cine y se hizo empresario de medios de comunicación. En el año 1987 fundó la segunda emisora radiofónica privada de Berlín, Hundert,6, y en 1992 la primera emisora televisiva local privada, IA Fernsehen, donde hacía un comentario a diario. Posteriormente dejó ambas compañías.
Ulrich Schamoni falleció en 1998 en Berlín, Alemania, a causa de una leucemia, y fue enterrado en el Cementerio Waldfriedhof Zehlendorf de esa ciudad.
El 15 de marzo de 2012 se estrenó el documental Abschied von den Fröschen, sobre la vida de Schamoni. Fue realizado por su hija Ulrike, y mostraba a Schamoni afectado por una leucemia.

## Filmografía
- 1965 : Hollywood in Deliblatzka Pescara (corto, director)
- 1965 : Geist und ein wenig Glück (TV, director)
- 1965 : Es (director, guionista, actor)
- 1966 : Charly May (corto, guionista)
- 1966 : Der Brief (actor)
- 1966/1967 : Alle Jahre wieder (director, guionista)
- 1967 : Ein Duft von Blumen (TV, actor)
- 1967 : Lockenköpfchen – Die Chronik des Wilfried S. oder Wie manipuliert man die Wirklichkeit? (corto, guionista, director)
- 1968 : Quartett im Bett (director, guionista)
- 1969 : Für meine Kinder – von Vati (corto, director)
- 1969 : Die Rückkehr (TV, actor)
- 1970 : Wir – zwei (director, guionista, actor)
- 1971 : Eins (director, guionista, actor)
- 1972 : Mein Bruder Willi (corto, director, guionista)
- 1973 : Im Reservat (TV, actor)
- 1974 : Chapeau Claque (director, guionista, actor)
- 1979 : Was wären wir ohne uns (miniserie, director, guionista)
- 1980 : So geht´s auch (serie TV, actor)
- 1980 : Das Traumhaus (director)
- 1981 : Die Alptraumfrau (actor)
- 1982 : Der Vikar von Helmeringhausen oder Was nützt es für die Ewigkeit? (TV, director)
- 1982 : Ullis Allerlei (TV, director, actor)
- 1983 : Der Platzanweiser (actor)
- 1984 : So lebten sie alle Tage (serie TV, director)
- 1985 : Alles Paletti (TV, actor)
- 2012 : Abschied von den Fröschen (documental póstumo)

## Premios y distinciones
Festival Internacional de Cine de Berlín
| Año  | Categoría       | Película          | Resultado |
| ---- | --------------- | ----------------- | --------- |
| 1967 | Premio FIPRESCI | Alle Jahre wieder | Ganador   |